# Ga Wollong
Ga Wollong là ga đường sắt trên Tuyến Gyeongui.

## Bố trí ga
| ↑ Paju             |
| \| ４３ \| ２１ \| |
| Geumchon ↓         |

| 1·2 | ● Tuyến Gyeongui–Jungang | → Hướng đi Ilsan · Seoul · Yongsan · Deokso · Jipyeong → |
| 3·4 | ● Tuyến Gyeongui–Jungang | ← Hướng đi Paju · Munsan                                 |